# Плюмбан
Гидрид свинца (плюмбан, тетрагидросвинец, гидрид свинца(IV), тетрагидрид свинца, свинцовый водород, свинцовый гидрид) — бинарное неорганическое химическое соединение свинца с водородом. Химическая формула PbH4. Является аналогом метана CH4 и других низших гидридов элементов IV группы (силан SiH4, герман GeH4, станнан SnH4). Бесцветный, ядовитый тяжёлый газ.

## Химические свойства
Очень нестоек, разлагается с выделением водорода уже при комнатной температуре:
{\displaystyle {\mathsf {PbH_{4}\rightarrow Pb+2H_{2}}}}
Взаимодействует с кислородом, на воздухе самовоспламеняется:
{\displaystyle {\mathsf {2PbH_{4}+3O_{2}\rightarrow 2PbO+4H_{2}O}}}
Реагирует с галогенами с образованием тетрагалогенида свинца и галогеноводорода.

## Физические свойства
Бесцветный тяжёлый газ. Температура кипения −13 °C. Длина связи Pb−H составляет 1,73 Å.

## Получение
Получается в небольших количествах при действии разбавленной соляной кислоты на {\displaystyle {\ce {Mg2Pb}}}, при электролизе серной кислоты со свинцовыми электродами. Попытки получения плюмбана восстановлением хлорида свинца алюмогидридом натрия или плюмбита натрия в кислой среде боргидридом натрия были безуспешными.

## Токсикология и биологическое действие
Подобно многим другим соединениям свинца и летучим водородным соединениям металлов и полуметаллов (таким как станнан (SnH4) или арсин (AsH3)), плюмбан токсичен для человека в больших дозах.

## Производные
Замещение всех атомов водорода в плюмбане на этильные группы приводит к получению тетраэтилсвинца Pb(C2H5)4.